# Żołądkowa Gorzka
Wódka Żołądkowa Gorzka (pronunciación en polaco: /ˈvutka ˌʐɔwɔntˈkɔva ˈɡɔʐka/) conocido como Żołądkowa Gorzka o Żołądkowa— es un vodka de hierbas polaco y marca líder de Polmos-Lublin/Stock Polska desde 1950.
El nombre se traduce como «vodka amargo para el estómago». Wodka Żołądkowa Gorzka es un licor de vodka tradicional polaco proveniente de la práctica de la maceración de hierbas y frutas, producido con la misma receta desde 1950.
Dentro de sus ingredientes se encuentra un licor con una combinación de hierbas y de frutas maceradas, tales como: ajenjo, centaurea, raíces de genciana, corteza de cinchona, pimienta, cubeba y jengibre azul. El aroma proviene de las naranjas, canela, nuez moscada y tréboles.

La marca ha aumentado su popularidad entre los consumidores y por ende, ha sido introducido a mercados internacionales. Además de tener presencia en Polonia, Żołądkowa Gorzka está en Estados Unidos, Australia, Reino Unido, Canadá, Alemania, España y México. En el año 2012, este ocupó uno de los primeros 40 lugares de vodkas más vendidos a nivel mundial, teniendo en su versión clear, Czysta de Luxe con el número 10.
Żołądkowa Gorzka ha recibido numerosos reconocimientos, incluyendo el premio Oskar FMCG en 2006, el reconocimiento CoolBrands, el Gold Medal en el Poznan International Fair POLAGRA en 2000, el Grand Gold Medal de Monde Selection en 2009, el Bronze Medal en San Francisco World Spirits Competition en 2009 y  3 estrellas de oro en International Taste & Quality Institute Awards 2013.
En el año 2009, Polmos cambió el diseño de su botella por una más moderna pero que continúa bajo inspiración de la original y tradicional. En 2011, el volumen de alcohol fue reducido del 40% al 38%, y en el año 2013 se realizó la reducción a 36%. Sin embargo, en México se encuentra en 38% y 36%.

## Sabor
A pesar de su nombre, Żołądkowa Gorzka es dulce, con color ámbar con un aroma condimentado y un sabor herbal. Esto es vendido como su variedad “tradicional” (Żołądkowa Gorzka Tradycyjna o Traditional Flavoured). La marca Żołądkowa Gorzka es ahora usada por otros tipos de vodka, libremente o no asociados con el producto tradicional, en diferentes sabores:
- Wódka Żołądkowa Gorzka z Miętą, con menta. Introducido en 2005.
- Wódka Żołądkowa Gorzka z Miodem, con miel polaca. Introducido en 2006.
- Wódka Żołądkowa Gorzka Czysta de Luxe, claro. Introducido en 2007.
- Wódka Żołądkowa Gorzka na trawie Żubrowej, con bison grass. Introducido en 2009.
- Wódka Żołądkowa Gorzka z Czarną Wiśnią, con cereza negra. Introducido en 2014.
- Wódka Żołądkowa Gorzka z Figą, con higo. Introducido en 2015.